# Ōe, Yamagata
Ōe (大江町 Ōe-machi) là thị trấn thuộc huyện Nishimurayama, tỉnh Yamagata, Nhật Bản. Tính đến ngày 1 tháng 10 năm 2020, dân số ước tính thị trấn là 7.646 người và mật độ dân số là 50 người/km2. Tổng diện tích thị trấn là 153,92 km2.

## Địa lý

### Đô thị lân cận
- Tỉnh Yamagata
  - Sagae
  - Asahi
  - Nishikawa
  - Nakayama
  - Yamanobe

### Khí hậu
| Dữ liệu khí hậu của Aterazawa, Ōe, Yamagata | Dữ liệu khí hậu của Aterazawa, Ōe, Yamagata | Dữ liệu khí hậu của Aterazawa, Ōe, Yamagata | Dữ liệu khí hậu của Aterazawa, Ōe, Yamagata | Dữ liệu khí hậu của Aterazawa, Ōe, Yamagata | Dữ liệu khí hậu của Aterazawa, Ōe, Yamagata | Dữ liệu khí hậu của Aterazawa, Ōe, Yamagata | Dữ liệu khí hậu của Aterazawa, Ōe, Yamagata | Dữ liệu khí hậu của Aterazawa, Ōe, Yamagata | Dữ liệu khí hậu của Aterazawa, Ōe, Yamagata | Dữ liệu khí hậu của Aterazawa, Ōe, Yamagata | Dữ liệu khí hậu của Aterazawa, Ōe, Yamagata | Dữ liệu khí hậu của Aterazawa, Ōe, Yamagata | Dữ liệu khí hậu của Aterazawa, Ōe, Yamagata |
| Tháng                                       | 1                                           | 2                                           | 3                                           | 4                                           | 5                                           | 6                                           | 7                                           | 8                                           | 9                                           | 10                                          | 11                                          | 12                                          | Năm                                         |
| ------------------------------------------- | ------------------------------------------- | ------------------------------------------- | ------------------------------------------- | ------------------------------------------- | ------------------------------------------- | ------------------------------------------- | ------------------------------------------- | ------------------------------------------- | ------------------------------------------- | ------------------------------------------- | ------------------------------------------- | ------------------------------------------- | ------------------------------------------- |
| Cao kỉ lục °C (°F)                          | 12.3 (54.1)                                 | 15.9 (60.6)                                 | 20.9 (69.6)                                 | 29.5 (85.1)                                 | 33.0 (91.4)                                 | 34.8 (94.6)                                 | 36.2 (97.2)                                 | 36.7 (98.1)                                 | 34.7 (94.5)                                 | 29.1 (84.4)                                 | 25.7 (78.3)                                 | 19.0 (66.2)                                 | 36.7 (98.1)                                 |
| Trung bình ngày tối đa °C (°F)              | 2.1 (35.8)                                  | 3.1 (37.6)                                  | 7.5 (45.5)                                  | 15.2 (59.4)                                 | 21.6 (70.9)                                 | 24.9 (76.8)                                 | 27.9 (82.2)                                 | 29.5 (85.1)                                 | 25.0 (77.0)                                 | 18.6 (65.5)                                 | 11.7 (53.1)                                 | 5.0 (41.0)                                  | 16.0 (60.8)                                 |
| Trung bình ngày °C (°F)                     | −1.3 (29.7)                                 | −1.0 (30.2)                                 | 2.3 (36.1)                                  | 8.5 (47.3)                                  | 14.7 (58.5)                                 | 19.0 (66.2)                                 | 22.7 (72.9)                                 | 23.7 (74.7)                                 | 19.4 (66.9)                                 | 12.7 (54.9)                                 | 6.4 (43.5)                                  | 1.2 (34.2)                                  | 10.7 (51.3)                                 |
| Tối thiểu trung bình ngày °C (°F)           | −4.7 (23.5)                                 | −4.9 (23.2)                                 | −2.3 (27.9)                                 | 2.2 (36.0)                                  | 8.1 (46.6)                                  | 13.9 (57.0)                                 | 18.6 (65.5)                                 | 19.3 (66.7)                                 | 14.9 (58.8)                                 | 7.8 (46.0)                                  | 1.9 (35.4)                                  | −2.0 (28.4)                                 | 6.1 (42.9)                                  |
| Thấp kỉ lục °C (°F)                         | −15.4 (4.3)                                 | −16.2 (2.8)                                 | −13.6 (7.5)                                 | −6.9 (19.6)                                 | −1.0 (30.2)                                 | 4.4 (39.9)                                  | 8.5 (47.3)                                  | 10.3 (50.5)                                 | 3.8 (38.8)                                  | −2.1 (28.2)                                 | −7.5 (18.5)                                 | −16.3 (2.7)                                 | −16.3 (2.7)                                 |
| Lượng Giáng thủy trung bình mm (inches)     | 135.0 (5.31)                                | 93.1 (3.67)                                 | 88.8 (3.50)                                 | 69.5 (2.74)                                 | 78.2 (3.08)                                 | 115.4 (4.54)                                | 197.2 (7.76)                                | 140.1 (5.52)                                | 118.3 (4.66)                                | 107.2 (4.22)                                | 117.8 (4.64)                                | 150.2 (5.91)                                | 1.410,6 (55.54)                             |
| Lượng tuyết rơi trung bình cm (inches)      | 227 (89)                                    | 185 (73)                                    | 85 (33)                                     | 3 (1.2)                                     | 0 (0)                                       | 0 (0)                                       | 0 (0)                                       | 0 (0)                                       | 0 (0)                                       | 0 (0)                                       | 3 (1.2)                                     | 116 (46)                                    | 613 (241)                                   |
| Số ngày giáng thủy trung bình (≥ 1.0 mm)    | 21.5                                        | 17.1                                        | 15.3                                        | 11.3                                        | 9.7                                         | 10.0                                        | 13.5                                        | 10.9                                        | 11.1                                        | 11.8                                        | 15.1                                        | 19.9                                        | 167.2                                       |
| Số ngày tuyết rơi trung bình (≥ 3 cm)       | 20.8                                        | 18.7                                        | 10.2                                        | 0.5                                         | 0                                           | 0                                           | 0                                           | 0                                           | 0                                           | 0                                           | 0.4                                         | 10.0                                        | 60.6                                        |
| Số giờ nắng trung bình tháng                | 64.0                                        | 83.0                                        | 139.0                                       | 185.1                                       | 203.3                                       | 167.2                                       | 147.6                                       | 182.1                                       | 138.8                                       | 131.0                                       | 101.1                                       | 63.0                                        | 1.609,5                                     |
| Nguồn: Cục Khí tượng Nhật Bản               |                                             |                                             |                                             |                                             |                                             |                                             |                                             |                                             |                                             |                                             |                                             |                                             |                                             |